# (468396) 2016 GJ121
(468396) 2016 GJ121 es un asteroide perteneciente al cinturón de asteroides, descubierto el 13 de septiembre de 2005 por el equipo Spacewatch desde el Observatorio Nacional de Kitt Peak (Arizona, Estados Unidos).